# 洛斯平塔诺斯
洛斯平塔诺斯，是西班牙阿拉贡自治区萨拉戈萨省的一个市镇。 总面积80平方公里，总人口87人（2001年），人口密度1人/平方公里。